# Mesita (Nuevo México)
Mesita es un lugar designado por el censo ubicado en el condado de Cíbola en el estado estadounidense de Nuevo México. En el Censo de 2010 tenía una población de 804 habitantes y una densidad poblacional de 28,98 personas por km².

## Geografía
Mesita se encuentra ubicado en las coordenadas 35°0′50″N 107°19′50″O / 35.01389, -107.33056. Según la Oficina del Censo de los Estados Unidos, Mesita tiene una superficie total de 27.74 km², de la cual 27.71 km² corresponden a tierra firme y (0.13%) 0.04 km² es agua.

## Demografía
Según el censo de 2010, había 804 personas residiendo en Mesita. La densidad de población era de 28,98 hab./km². De los 804 habitantes, Mesita estaba compuesto por el 1.24% blancos, el 0% eran afroamericanos, el 96.39% eran amerindios, el 0% eran asiáticos, el 0% eran isleños del Pacífico, el 0.87% eran de otras razas y el 1.49% pertenecían a dos o más razas. Del total de la población el 4.48% eran hispanos o latinos de cualquier raza.